# Fire Emblem: Shadow Dragon
Fire Emblem: Shadow Dragon, in Giappone Fire Emblem: Shin Ankoku Ryū to Hikari no Ken (ファイアーエムブレム 新・暗黒竜と光の剣?, Faiā Emuburemu: Shin Ankoku Ryū to Hikari no Ken, lett. "Fire Emblem: Il nuovo dragone e la spada luminosa"), è un rifacimento del capostipite della serie, Fire Emblem: Ankoku Ryū to Hikari no Ken, sviluppato dalla Intelligent Systems e pubblicato dalla Nintendo.
È l'undicesimo titolo della serie Fire Emblem ed è il primo ad approdare su Nintendo DS con addirittura il gioco online.
Shadow Dragon è il secondo remake migliorato del primo gioco della serie Fire Emblem. Fire Emblem: Monshō no Nazo, un rifacimento per il Super Nintendo, conteneva il gioco originale ed il suo seguito, divisi in Libro 1 e Libro 2. Il gioco offre una veste grafica totalmente nuova rispetto a Ankoku Ryū to Hikari no Ken, il supporto del pennino Touch-Screen, lo schermo completo in Dual Screen e contenuti online. La storia si concentra sul principe Marth nella sua avventura per liberare il regno e la sorella dalle grinfie di un imperatore e negromante maligno.
I personaggi e i capitoli rimossi da Monshō no Nazo sono stati tutti quanti aggiunti nuovamente in questa versione. Ad illustrare i personaggi è Masamune Shirow.

## Trama
Marth, principe di Altea, è il diretto discendente dell'eroe Anri. A seguito di un attacco a sorpresa dell'impero di Doluna, Marth fugge in esilio nella nazione alleata di Talis. Dopo la morte del padre, dovuta alla magia nera del Prete Oscuro Garnef, sua sorella Elice viene rapita.
Supportato da Jagen, Paladino di Corte, dalla Principessa Talisiana Sheeda ed da altri numerosi personaggi, Marth ricerca la leggendaria "Spada Falchion", appartenuta un tempo al padre, ed il "Fire Emblem" ora in mano al nemico: esso è unico oggetto in grado di fargli usare la Falchion.
Dopo lunghe e dolorose battaglie, Marth riesce ad uccidere Garnef ed il Drago Oscuro, resuscitato grazie alla magia nera, e a salvare sua sorella.

## Modalità di gioco
Shadow Dragon è  un videogioco strategico a turni, presenta venticinque capitoli e nuovi capitoli-prologo. Ci sono sei livelli di difficoltà per soddisfare ogni tipo di giocatore e il triangolo della armi, assente in Ankoku Ryū to Hikari no Ken e Monsho no Nazo, è stato aggiunto. Il gioco dispone di oltre venti classi - cavaliere corazzati appiedati, cavallerizze pegaso e curati. Sono state reintrodotte alcune classi assenti nell'originale Ankoku Ryū to Hikari no Ken. Tutte le classi, meno che Lord e Ladro, possono essere convertiti in classi differenti quandunque si voglia durante il gioco ma si è limitati al numero di personaggi con una certa classe durante il corso dell'avventura.
Le statistiche, quando viene effettuato il cambio di classe, cambiano per soddisfare meglio i requisiti della classe scelta, così come cambiano i valori di crescita di ogni personaggio, aumentando considerevolmente in alcune statistiche, diminuendo in altre oppure un ibrido tra i due. È possibile recrutare soldati nemici parlando con un proprio personaggio specifico.
Come i precedenti titoli della serie Fire Emblem, i salvataggi permanenti sono disponibili dopo il completamento di un capitolo e sono stati aggiunti i salvataggi temporanei durante la battaglia, utili soprattutto nelle difficoltà estreme - sono stanziati, solitamente, prima di boss o eventi troppo rischiosi. Questi salvataggi temporanei possono essere utilizzati solo una volta ma è possibile ricaricare quante volte si desidera.
Per la prima volta in assoluto, i giocatori possono sfidarsi con le proprie unità in mappe specifiche e originali disponibili per il gioco online attraverso il Nintendo Wi-Fi Connection e parlarsi con il Microfono incorporato. Cinque le mappe a disposizione e cinque al massimo i personaggi utilizzabili durante le battaglie, inoltre i propri personaggi e quelli avversari possono muoversi liberamente nella mappa. Si possono impostare numerose componenti per differenziare le battaglie da combattere, come la mappa coperta dalla nebbia, un limite di tempo e altri fattori. Solo due giocatori possono sfidarsi online in contemporanea e vince chi rimane con l'ultima unità in vita. In aggiunta, il vincitore viene ricompensato con una carta con cui conferire alla propria squadra benefici - totalmente opzionali.
La connessione Wi-Fi permette l'acquisto online per comperare oggetti rari col denaro virtuale del gioco. Alcuni oggetti sono disponibili soltanto in determinati giorni o settimane, mentre altri oggetti non compariranno mai nel listino del mercato online.

## Sviluppo
Fire Emblem: Shadow Dragon è un rifacimento del capostipite della serie per Nintendo Entertainment System, Fire Emblem: Ankoku Ryū to Hikari no Ken, il primo della serie su Nintendo DS, tre anni dopo il debutto della console. Il produttore Toru Narihiro ha attribuito il gioco agli sviluppatori di Fire Emblem: Path of Radiance e Fire Emblem: Radiant Dawn per Nintendo GameCube e Wii. Il remake lo si è voluto per celebrare il venticinquesimo anniversario del Nes.
Narihiro ha provveduto a rendere il gioco quanto più corposo possibile sia a livello di trama e contenuti di gioco, aggiungendo modalità più semplici per i principianti e punti di salvataggio disponibili in precise zone anche a livelli estremi, data la natura sergentesca del gioco. Un altro aiuto ai giocatori è stato l'introdurre il cambio di classe per tutte le unità, permettendo di creare un esercito di veri e propri automi irrefrenabili - statisticamente - oppure sostituire un personaggio di una certa classe morto in precedenza - siccome, nella serie, è impossibile far tornare in vita i personaggi morti.

## Accoglienza
- EuroG = 8 of 10
- Fam = 9/8/8/9 (34/40)
- Nintendo Power = 8.5/10
- ONM = 86%
- Nintendo Life = 8/10
- IGN = 8.5/10

Famitsu ha valutato il titolo 9/8/8/9 (34/40), Eurogamer con un 8/10 Shadow Dragon e e Nintendo Power con 8.5/10.
Nintendo Life ha valutato il gioco 8/10, complimentadosi per la difficoltà bilanciata ma consistente, criticando solo il sistema di gioco, più obsoleto se paragonato ai titoli regolari della serie più recenti.
Official Nintendo Magazine UK ha valutato il gioco con un 86%, compiacendosi per la meccanica e la difficoltà bilanciata, sebbene anch'essa abbia notificato la carenza di vere innovazioni e la carenza di senso compiuto nei primissimi dialoghi del gioco.
NGamer ha votato il titolo con 83/100, gratificandone la meccanica e la longevità virtualmente infinita, oltre alla difficoltà consolidata, sebbene sia assai meno ostico rispetto al poco meno recente Fire Emblem: Radiant Dawn nonostante le sfide che offre anche ai veterani - la causa principale è il sistema di scambio Wi-fi, con cui ottenere immediatamente oggetti estremamente potenti e versatili.
Al Nintendo Power Awards del 2009, Shadow Dragon fu votato "Miglior Videogioco Strategico" dai lettori.